# تداخل دارویی

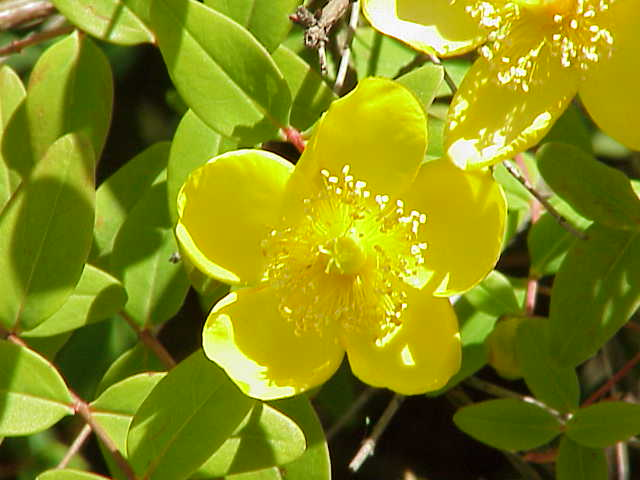
خار مریم می‌تواند به عنوان یک القا کننده آنزیم عمل کند.

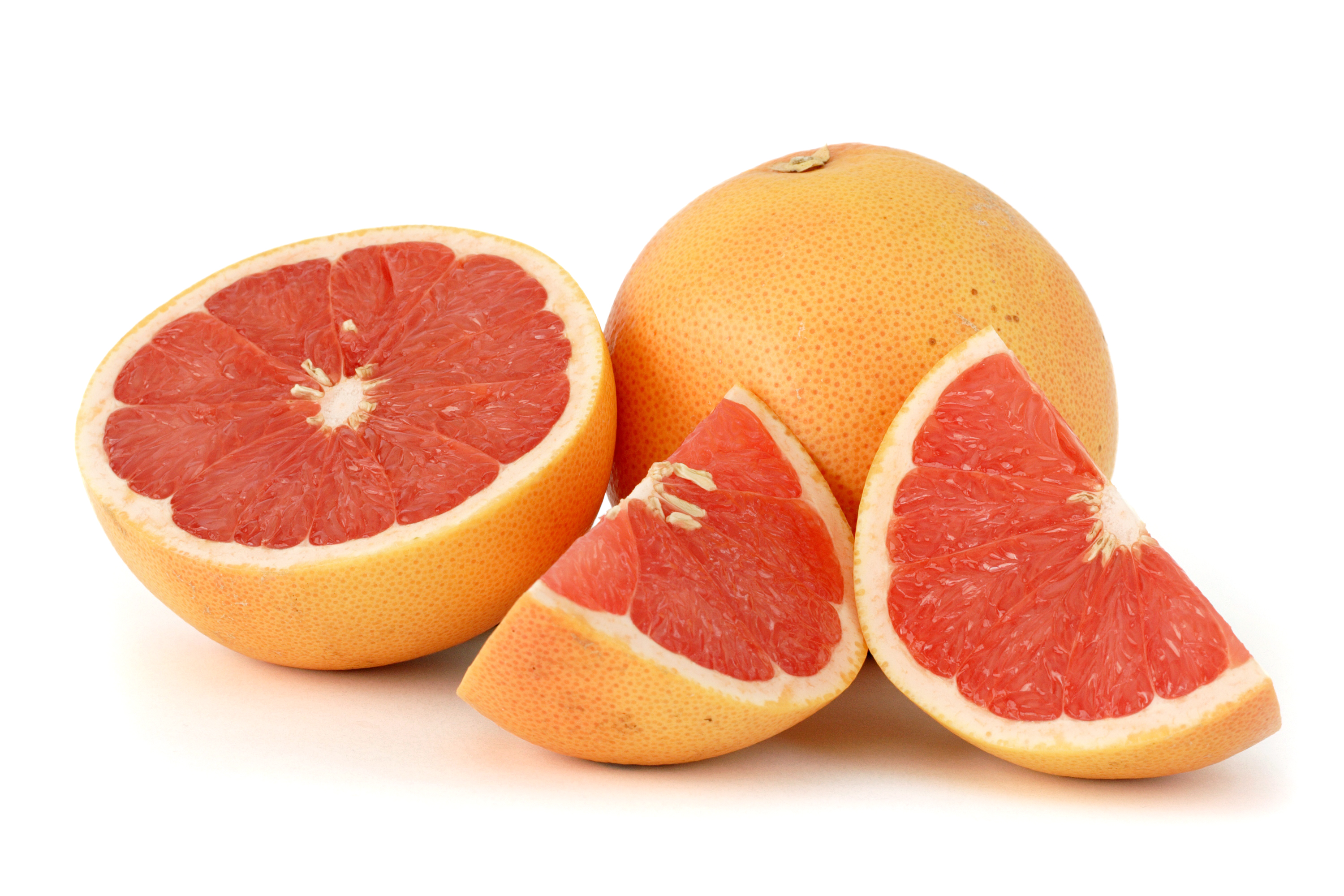
آب گریپ فروت می‌تواند به عنوان یک بازدارنده آنزیم عمل کند.

تداخل دارویی تغییر در عملکرد یا اثرات جانبی دارو دارو است که در اثر تجویز همزمان با یک غذا، نوشیدنی، مکمل یا داروی دیگر ایجاد می‌شود.
علت تداخل دارویی شامل یک دارو است که فارماکوکینتیک داروی پزشکی دیگر را تغییر می‌دهد. روش دیگر، تداخلات دارویی ناشی از رقابت برای یک گیرنده یا مسیر سیگنالینگ منفرد است. هم افزایی و هم تضاد در طی مراحل مختلف تعامل بین دارو و ارگانیسم رخ می‌دهد. به عنوان مثال، وقتی هم افزایی در سطح گیرنده سلولی رخ می‌دهد، اصطلاحاً آگونیسم نامیده می‌شود و مواد درگیر آن را آگونیست مینامند. از طرف دیگر، در صورت تضاد، مواد درگیر به عنوان آگونیست معکوس شناخته می‌شوند. خطر تعامل دارو با تعداد داروهای مصرفی افزایش می‌یابد. بیش از یک سوم (۳۶٪) سالمندان در ایالات متحده به‌طور مرتب از پنج دارو یا بیشتر از مکمل‌ها استفاده می‌کنند و ۱۵٪ در معرض خطر تداخل دارویی-دارویی قرار دارند.

## سازوکار دارویی
وقتی دو دارو با هم استفاده می‌شوند، تأثیرات آنها می‌تواند افزودنی باشد (نتیجه همان چیزی است که انتظار می‌رود وقتی اثر هر دارویی را که به‌طور مستقل مصرف می‌شود با هم جمع کنید)، هم افزایی (ترکیب داروها منجر به اثر بزرگتر از حد انتظار می‌شود)، یا متضاد (ترکیب داروها منجر به اثر کوچکتر از حد انتظار می‌شوند). در مورد هم افزایی یا افزودنی بودن داروها گاهی اوقات سردرگمی وجود دارد، زیرا ممکن است اثرات فردی هر دارو از بیمار به بیمار دیگر باشد. یک تعامل هم افزایی ممکن است برای بیماران مفید باشد، اما همچنین ممکن است خطر مصرف بیش از حد را افزایش دهد.

### سازوکار متابولیسم
اگر دارو A توسط آنزیم سیتوکروم P450 متابولیزه شود و داروی B فعالیت آنزیم را تحریک یا افزایش دهد، در این صورت غلظت پلاسمایی خون داروی A به سرعت کاهش می‌یابد زیرا غیرفعال شدن آن با سرعت بیشتری انجام می‌شود. در نتیجه، القای آنزیمی باعث کاهش اثر دارو می‌شود.

#### القای آنزیمی
علاوه بر داروها برخی از غذاها همچنین به عنوان القاکننده‌ها یا بازدارنده‌های فعالیت آنزیمی عمل می‌کنند. جدول زیر متداول‌ترین موارد را نشان می‌دهد:
| غذاها و تأثیر آنها بر متابولیسم دارو,                      |                                                 | |
| خوراک                                                      | مکانیسم                                         | تاثیر دارویی |
| - آووکادو - شب‌بویانها (brussel sprouts, broccoli, cabbage) | القای آنزیمی                                    | Acenocoumarol, وارفارین |
| گریپ‌فروت                                                   | مهار آنزیمی                                     | - مسدودکننده کانال کلسیمها: نیفیدیپین، felodipine, نیمودیپین، آملودیپین - سیکلوسپورین، تاکرولیموس - ترفنادین، آستمیزول - سیزاپراید، پیموزاید - کاربامازپین، ساکویناویر، میدازولام، آلپرازولام، تریازولام |
| سویا                                                       | مهار آنزیمی                                     | کلوزاپین، هالوپریدول، الانزاپین، کافئین، داروهای ضدالتهاب غیراستروئیدی، فنی‌توئین، زافیر لوکاست، وارفارین                                                                                                 |
| سیر                                                        | Increases antiplatelet activity                 | - ضدانعقادها - داروهای ضدالتهاب غیراستروئیدی، استیل‌سالیسیلیک اسید |
| جینسنگ                                                     | To be determined                                | وارفارین، هپارین، استیل‌سالیسیلیک اسید و داروهای ضدالتهاب غیراستروئیدی |
| کهن‌دار                                                     | Strong inhibitor of platelet aggregation factor | وارفارین، استیل‌سالیسیلیک اسید و داروهای ضدالتهاب غیراستروئیدی |
| گل راعی                                                    | القای آنزیمی (CYP450)                           | وارفارین، دیگوکسین، تئوفیلین، سیکلوسپورین، فنی‌توئین و ضد ویروس |
| Ephedra                                                    | Receptor level agonist                          | بازدارنده مونوآمین اکسیداز، central nervous system stimulants, alkaloids ارگوتامینها و گزانتینها |
| Kava (Piper methysticum)                                   | نامشخص                                          | لوودوپا |
| زنجبیل                                                     | Inhibits thromboxane synthetase (in vitro)      | Anticoagulants |
| بابونه                                                     | نامشخص                                          | بنزودیازپینها، باربیتوراتها و اپیوئیدها |
| زالزالک (سرده)                                             | نامشخص                                          | Beta-adrenergic antagonists, سیزاپراید، digoxin, کینیدین |

### تداخل غذا با دارو
این تداخل در اثر واکنش بین دارو و غذا رخ می‌دهد گرچه تداخل مهمی است ولی کمتر مورد توجه بیماران قرار می‌گیرد. در این تداخل نیازی به تغییر نوع غذا نیست، بلکه زمان مصرف دارو (بلافاصله قبل یا بعد از غذا، نیم ساعت قبل و یا دوساعت بعد از غذا) در بر طرف ساختن تداخل کافی است.
برای مثال داروهایی مثل آمیودارون، آسپرین، بر‌موکریپتین، کارودیلول، سایمتیدین، لیتیوم، متفرمین، مترونیدازول بهتر است با غذا مصرف شوند.
داروهایی مثل گریزئوفولوین بهتر است غذای چرب مصرف شود.
داروهایی مثل فورزماید، مایکوفنوکلات (Cellcept)،  فلبامات و سوکرافیت بهتر است با معده خالی مصرف شوند.
داروهای مثل امپرازول، لنزوپرازول، پنتوپرازول و اس امپرازول بهتر است نیم ساعت قبل از غذا ترجیحا صبحانه مصرف شوند.
داروهای مثل آلندرونیت و ریزیدرونات (Risedronate) ضروی است با معده خالی حداقل نیم ساعت قبل از غذا با یک لیوان آب مصرف شود.

## کتابشناسی
سیستم عامل مکینتاش. Interacciones de fármacos y sus implicancias clínicas. در: Farmacología Humana. چاپ ۱۰، ص. 165–176. (J. Flórez y col. اد) ماسون SA، بارسلونا. ۱۹۹۷